# Shawn Brixey

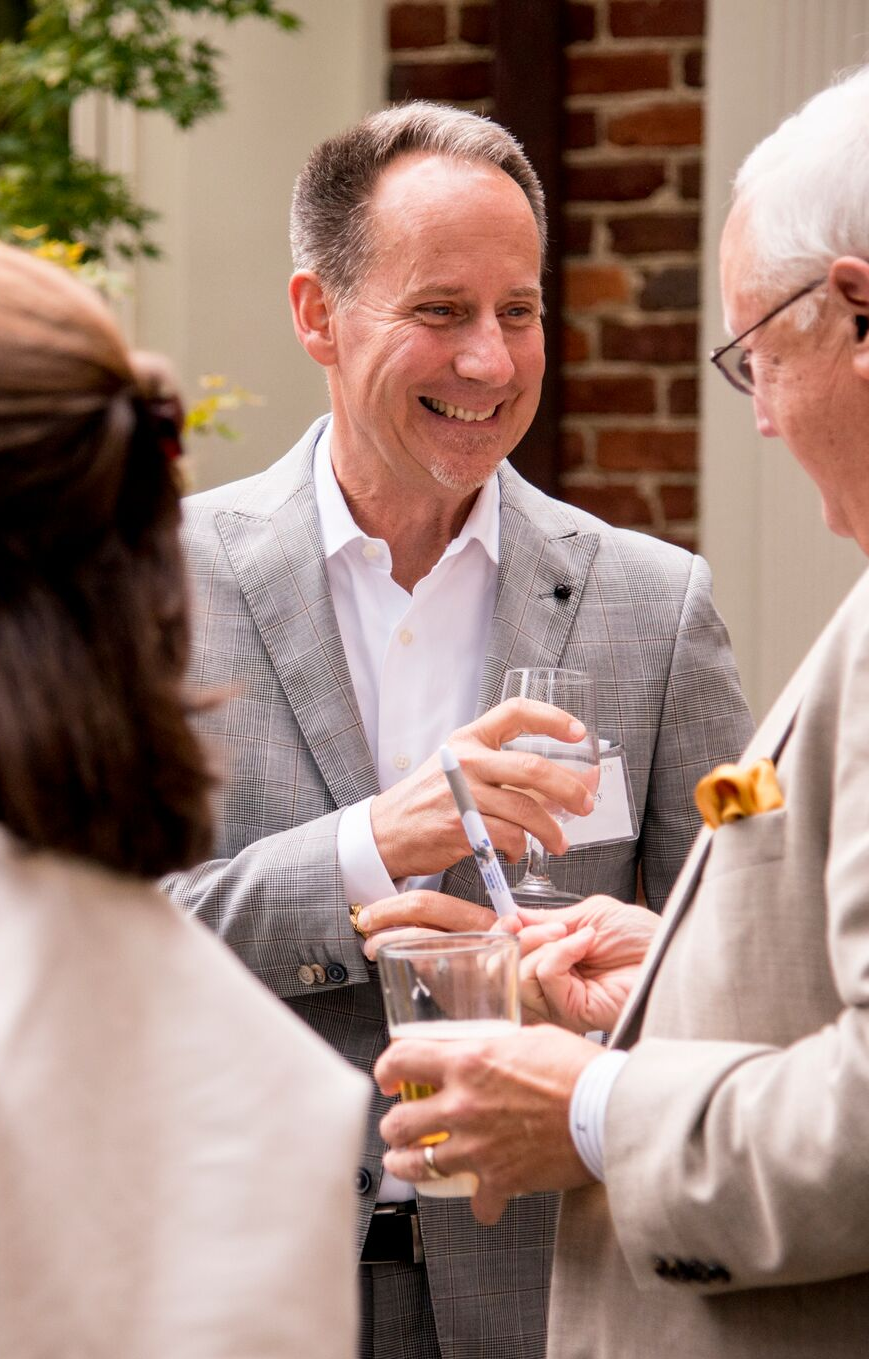
Shawn Brixey (2017)

Shawn Brixey (* 1961 in Springfield, Missouri) ist ein US-amerikanisch-kanadischer Hochschullehrer und Medienkünstler, der auf der Schnittstelle zwischen Kunst, Wissenschaft und Technologie arbeitet.

## Leben und Werk
Shawn Brixey studierte Design und Medienwissenschaft und schloss sein Studium am Massachusetts Institute of Technology  ab. Er spezialisierte sich unter anderem auf Individualsoftware, Interaktive Medien, Virtuelle Realität, Telepresence, Telerobotik, Mechatronik, Mehrspieler, Stereoskopie, Holografie und Wearable Computing.
Brixey war zunächst Professor an der University of California, Berkeley, anschließend an der University of Washington und war Dekan der Fakultät für Kunst an der York University in Toronto, Kanada. Von 2017 bis 2019 war er Dekan der Virginia Commonwealth University School of the Arts in Richmond. Er hält zahlreiche Lesungen im In- und Ausland über zeitgenössische Digitale Kunst, experimentelles Kino, Medientechnologie, Pädagogik und Kultur.
1987 Sky Chasm und Aqua Echo sind zwei Performances, die Shawn Brixey in Zusammenarbeit mit Laura Knott 1987 auf der documenta 8 in Kassel realisiert hat. Brixey stellt international aus. Seine Werke waren bisher zu sehen im Deutschen Künstlerbund, Cranbrook Art Museum, Yeshiva University Museum, MIT Museum, Contemporary Art Center of Cincinnati, Art Institute of Chicago, Olympische Winterspiele 1998, Expo 2000, American Design and Architecture Triennial, Smithsonian Institution, Berkeley Art Museum and Pacific Film Archive, et cetera.
Brixey erhielt zahlreiche Auszeichnungen, darunter den National Endowment for the Arts und Preise von National Science Foundation, Apple Computer, AVID Incorporated, Adobe Inc., Intel Corporation, Silicon Graphics, Newport Research Corporation, IBM, Corporation for Public Broadcasting, Derivative, Social Strata, d-box, Leica und Hughes Aircraft.